# Bohdanivka, Sloveanoserbsk
Bohdanivka (în ucraineană Богданівка) este un sat în comuna Vesneane din raionul Sloveanoserbsk, regiunea Luhansk, Ucraina.

## Demografie
Componența lingvistică a localității Bohdanivka
     Rusă (73,24%)
     Ucraineană (26,76%)
Conform recensământului din 2001, majoritatea populației localității Bohdanivka era vorbitoare de rusă (73,24%), existând în minoritate și vorbitori de ucraineană (26,76%).